# Jasenko Houra
Jasenko Houra »Jajo«, hrvaški kitarist, pevec in skladatelj čeških korenin, * 3. junij 1960, Virovitica, SFR Jugoslavija.
Houra je hrvaški glasbenik češkega porekla, najbolj znan kot frontman hrvaške glasbene skupine Prljavo kazalište.

## Biografija

### Zgodnja kariera
Rodil se je 3. junija 1960 v Virovitici očetu zdravniku in materi slikarki. Iz Slavonije se je kmalu preselil v Zagreb, v Dubravo. Najprej je igral tenis, nato je začel trenirati nogomet, kmalu pa se je pojavila želja po profesionalnem ukvarjanju z glasbo, kjer ga je podpirala mama. Po koncertu Rolling Stonesov v Zagrebu leta 1976 pa se je odločil ustanoviti glasbeno skupino. Oče je bil strog in je želel, da bi se Houra šolal. Po Hourinem odgovoru, da želi postati glasbenik, ga je oče vprašal, če potrebuje denar za instrumente. "Denar sem mu moral vrniti in to z obrestmi. Po izdaji prve plošče sem mu vse vrnil", je dejal Houra. Leta 1979 je Houra s Prljavim kazalištem kot predskupina igral na koncertu skupine Bijelo dugme na Stadionu JNA, zato je izpustil ustni izpit iz nemščine in tako padel tretji letnik srednje šole.

### Prljavo kazalište
»Nisem imel namena, da bi igral punk. Bil sem na koncertu Rolling Stonesov v Zagrebu leta 1976 in to me je navdihnilo, da tudi sam ustanovim glasbeno skupino. /.../ V tem času je bil Zoki (Zoran Cvetković) že kakovosten mladi glasbenik. Z njim sem se pogosto družil. Cvetković je igral s svojo skupino in me ob neki priliki vprašal kaj bom počel v življenju, jaz pa sem mu odgovoril, da bom ustanovil glasbeno skupino. V tistem času se je pojavil album Never Mind the Bollocks, Here's the Sex Pistols Sex Pistolsov. Pojavila se je tudi skupina The Clash. To je bila pravzaprav edina glasba skozi katero sem se takrat lahko izrazil. Bila mi je najbližja.«

Jasenko Houra

#### Začetki
Leta 1977 se je Houra pridružil skupini Ciferšlus, ki se je nato preimenovala v Prljavo kazalište. Zasedba je dobila ime po eni izmed epizod popularnega stripa Alan Ford. Drugo ime, o katerem so razmišljali je bilo »Zarazne bolesti«. Prvo zasedbo so poleg Houre sestavljali še Zoran Cvetković (kitara), Davorin Bogović (vokal), Nino Hrastek (bas) in Tihomir Fileš (bobni). Na prvem koncertu so se predstavili kot punkerji. Skupina je na začetku delovanja šla skozi fazo življenja na ulici, spanja po kolodvorih ipd.: "Novinar iz Novega Sada nas je želel intervjuvati, mi pa smo na to pristali pod pogojem, če nam kupi pivo in sendvič", se je začetkov skupine spominjal Houra. V tej zasedbi je skupina posnela singla "Televizori" in "Moj je otac bio u ratu" ter debitantski album Prljavo kazalište, ki je izšel leta 1979 in je bil leta 1998 uvrščen na 61. mesto lestvice 100 najboljših jugoslovanskih rock in pop albumov v knjigi YU 100: najbolji albumi jugoslovenske rok i pop muzike. Album je bil, po mnenju kritikov, najboljši debitantski album v zgodovini hrvaške rock glasbe. Državni mediji so album bojkotirali zaradi angažiranosti tekstov in prozahodne glasbe, prah pa je dvignila tudi skladba »Some boys (Neki dječaci)«, ki se ukvarja s homoseksualno tematiko. Od izkupička prve plošče je Houra vrnil dolgove, ostanek denarja pa je porabil za letalsko karto za Pariz. 
V Parizu je namreč stanoval producent Ivan Stančić, Houra pa mu je nosil demo posnetke albuma Crno bijeli svijet. Po izdaji debitantskega albuma je Prljavce zapustil Cvetković, nadomestil pa ga je Marijan Brkić.

#### Crno bijeli svijetin Bogovićev odhod
Leta 1980 je pri založbi Suzy izšel drugi album Prljavcev, Crno bijeli svijet. To je najuspešnejši album skupine, prodanih je bilo več kot 200.000 izvodov albuma. Album je bil leta 1998 uvrščen na 36. mesto lestvice 100 najboljših jugoslovanskih rock in pop albumov v knjigi YU 100: najbolji albumi jugoslovenske rok i pop muzike. Skupina je nato začela pripravljati material za album Heroj ulice, pevec Davorin Bogović pa je sredi leta "izginil". Člani so imeli dogovorjene termine snemanja, Bogovića pa ni bilo. "Založba Suzy je rezervirala studio v Milanu, /.../. A Bogovića ni bilo in nihče ga ni mogel najti. Vadili smo in se dogovarjali za nov termin snemanja, ko smo zvedeli, da je Bogović začel delati kot poštar na Krku. Z Brkićem sva se z njim dogovorila za tretji termin snemanja. /.../ Tako smo odšli na letališče in tretjič v studio. Prepričani smo bili, da bo tokrat vse v redu in da bo Bogović prišel, vendar ga zopet ni bilo. Menedžerju Milanu Škrnjugu sem dejal, da Bogovića ni in da se vračamo domov. Škrnjug pa mi je dejal, da to ne gre tako: 'Star si 21 let in dobro veš kaj si podpisal v pogodbi. Čez 40 dni pridem po trakove.' Poskusil sem ga pregovoriti, da nismo še nič posneli, Škrnjug pa je vztrajal pri svojem," se je tistega snemanja spominjal Houra. Na albumu je tako sam odpel vse glavne vokale. Med snemanjem sta Hrastek in Fileš dobila poziv za služenje vojaškega roka in ostala sta le Houra in Brkić. Za promocijo albuma se je v skupino vrnil Cvetković, za album Korak od sna pa se je vrnil Bogović.
Pred snemanjem albuma Zlatne godine je skupino za vedno zapustil Bogović. Ivica Bodalec je bil natakar v lokalu, kamor so zahajali Prljavci. Preko njega so spoznali njegovega brata Mladena, ki je na njihovem albumu Korak od sna pel spremljevalne vokale. Ko se je Bodalec vrnil iz vojske je nadomestil Bogovića.

#### Zaustavite Zemljuin naprej
Leta 1988 je skupina izdala enega izmed svojih najznačilnejših albumov, Zaustavite Zemlju. Album vsebuje skladbo "...Mojoj majci", ki jo je Houra napisal v spomin svoji pokojni materi. Zaradi verza »zadnja ruža Hrvatska« je skladba postala velika uspešnica, ki je v tistem času vzbudila nacionalni naboj. Veliko ljudi je skladbo razumelo kot posvetilo Savki Dabčević-Kučar, ki je bila ena izmed vodji Hrvaške pomladi leta 1971 in se je konec 80. let ponovno politično aktivirala. Po izdaji albuma je skupino zapustil Marijan Brkić, nadomestil pa ga je Damir Lipošek. Promocijska turneja skupine je potekala po vsej Evropi, vrhunec pa je dosegla 17. oktobra 1989 s koncertom na Trgu bana Jelačića (takrat Trg republike). Vedelo se je, da bo to velik koncert, vseeno pa Prljavci niso pričakovali toliko ljudi. Po nekaterih ocenah se je na koncertu zbralo okrog 300.000 ljudi. 20 minut pred začetkom koncerta je prišla policija izključit elektriko, vendar se ni mogla prebiti skozi gnečo. Nek inšpektor je zato Houri dejal, naj pove občinstvu, da koncerta ne bo, Houra je na to odgovoril: "Recite im vi!", policija pa se je nato umaknila. Kot da bi vedel kaj se bo zgodilo, je Houra med izvajanjem skladbe "Heroj ulice" publiki dejal: "Samo, da vam povem, naj vas in nas v teh težkih časih varuje Bog." Po mnenju nekaterih naj bi bil ta koncert eden izmed znanilcev konca Jugoslavije in Domovinske vojne. Koncert je bil do takrat največje hrvaško zborovanje v zgodovini. "Vem samo, da so ta koncert odigrali Filko [Tihomir Fileš], Nino in Keks [Damir Lipošek]. Z Mladenom sva bila seveda z njimi, ampak sva bila osredotočena na dogajanje pred nami, ker ni bilo popolne varnosti. Vsake toliko sem gledal Katedralo in upal, da se kaj ne zgodi. /.../ Iz prvih vrst so neprestano nosili ljudi, ki so padli v nezavest," je o koncertu dejal Houra.
Sledila je plošča Devedeseta, ki je izšla leta 1990. Houra o plošči pravi, da jo je bilo težko posneti, ker je album Zaustavite Zemlju presegel vsa pričakovanja. Houra takrat ni imel časa, da bi se zaprl v sobo in vzel kitaro v roke. Skupina je album snemala 500-600 ur. O skladbah na albumu je Houra dejal, da je pisal kar mu je prišlo na misel, s skladbo "Pisma ljubavna" pa se je malce ponorčeval iz pevke Tajči.
Med vojno je skupina imela premor, leta 1993 pa je izdala novi album Lupi petama,...., ki govori o vojni in žrtvah. Album je leta 1994 prejel nagrado Porin za album leta. Z albuma je izšlo nekaj uspešnic, kot so "Lupi petama i reci evo sve za Hrvatsku", "Pet dana ratujem, subotom se zaljubljujem", "Kiše jesenje" in "Uzalud Vam trud svirači", ki so jo Prljavci posneli skupaj s tamburaško skupino Tena iz Vinkovcev. 2. oktobra 1993 bi morala skupina igrati koncert na Stadionu Maksimir v Zagrebu, vendar je bil koncert prepovedan, zato ga je skupina izvedla na Radiu Velika Gorica. Album je bil posnet in je izšel pod imenom Zabranjeni koncert. 27. decembra 1994 je skupina na zagrebški tržnici Dolac izvedla Božićni koncert. Koncert je potekal v težkih pogojih, saj je temperatura znašala -4°C. Soorganizator koncerta je bila tudi organizacija International Society for Human Rights, ki je Prljavcem podelila nagrado Human Rights.
V nadaljnji karieri je Houra s skupino posnel še 6 studijskih albumov in 4 albume v živo.

## Posrednik
Houra se ne ukvarja le z glasbo. Po izobrazbi je novinar, opravljal je tudi izpit za košarkarskega trenerja, je lastnik agencije za športni menedžment, v Švici pa je leta 2002 registriral podjetje, ki se ukvarja s posredništvom v trgovanju z umetniškimi deli. "Sodelovali smo pri prodaji številnih umetnin velikih imen, kot sta Marc Chagall in Vincent van Gogh. Pobudnik tega posla v Zürichu je bil moj pokojni sorodnik Žarko Dolinar. On me je v Švici seznanil z ljudmi, ki so ključni, da se s tem ukvarjam. Naš posel je priprava dokumentov preden pridejo umetnine na avkcije", je o svojem poslu dejal Houra. Zanimanje nad umetnostjo je podedoval od matere, ki je bila slikarka.

## Zasebno življenje
Houra je poročen s Kanadčanko Dianne, s katero ima sina Ivana Bruna ter hčerki Mirjano in Doro.

## Diskografija
| - Prljavo kazalište (1979) - Crno bijeli svijet (1980) - Heroj ulice (1981) - Korak od sna (1983) - Zlatne godine (1985) - Zaustavite Zemlju (1988) - Devedeseta (1990) - Lupi petama,.... (1993) - S vremena na vrijeme (1996) - Dani ponosa i slave (1998) - Radio Dubrava (2003) - Moj dom je Hrvatska (2005) - Tajno ime (2008) - Možda dogodine (2012) | - Sve je lako kad si mlad - live (1989) - Zabranjeni koncert (1994) - Božićni koncert (1995) - 20 godina (1997) - Best of - live (2009) - XXX godina (2009) - Prljavci live in Arena Pula (2014) - Najveći hitovi (1994) - Best of Prljavo kazalište (1997) - Balade (1998) - Hitovi (1998) - Sve je lako kad si mlad '77-'99 (2001) - Best of - live (2009) |